# حادثة العقبة 1906
حادثة العقبة أو حادثة طابة مايو 1906، سيطرت القوات العثمانية على طابا، البلدة المصرية في الطرف الشرقي لشبه جزيرة سيناء، لتوسيع نافذة العثمانيين على البحر الأحمر. البريطانيون الذين كانوا يحتلون مصر، أجبروهم على الانسحاب. وقد اتفق الجانبان لاحقاً على التنازل عن قطعة صغيرة من الأرض غرب العقبة، بينما احتفظت مصر بطابا، وتخلت الدولة العثمانية عن مطالبها في جزء من سيناء، كما سحبت تنديدها بمذبحة دنشواي التي قام بها الإنجليز في مصر.

## خلفية
لم تكن أزمة العقبة 1906 وليدة سياسات السلطان عبد الحميد الثاني الرامية إلى التضييق على الوجود البريطاني في مصر والساعية إلى إجلاء المحتلين الأوروبيين عن ولاية مصر، أو هي وليدة الصراع الدولي حينئذ، وإنما كانت نتيجة لأحداث تاريخية فارقة على مدار أكثر من نصف قرن. بداية يمكننا أن ندعي أن جذور أزمة طابا الأولى جاءت كنتيجة لتلك العلاقة بين ولاية مصر والدولة العثمانية التي أخذت في التفكك والتحلل مقابل بناء مصر كدولة حديثة ذات توجهات مختلفة، وبالتحديد بدءاً من مشروع محمد علي خلال ثلاثينيات القرن التاسع عشر.
تلك التوجهات التي اختلفت حولها الآراء والاجتهادات الفكرية، حيث انقسمت هذه الاجتهادات إلى ثلاث مدارس، فمدرسة تضع هذه التجربة داخل المنظومة العثمانية، على أساسا أنها حركة اصلاح داخل الامبراطورية المتهالكة ومدرسة ثانية تنظر لهذه التجربة في سياق التاريخ المصري باعتبار الفكر الاستراتيجي المصري الذي يتجه دائماً إلى المشرق، والمدرسة الثالثة اعتمدت الفكرة العربية باعتبارها العامل الأساسي المشترك بين مصر ومحيطها العربي الشرقي، أي أن العروبة والخصوصية هي قوام هذه التجربة.
لاشك في أن كل مدرسة من المدارس الفكرية الثلاث قدمت أدلتها وبراهينها لتأكيد صدقية اجتهادها، ولكن هذه الدراسة ترجح إلى أنها تجربة في سياق التاريخ المصري، اعتمادا على البعد الاستراتيجي الطبيعي والمتصل بلا موانع طبيعية أو عوائق مانعة، مما يؤهل هذه الامتدادات إلى إعادة التجمع والتكاتل بتوجهات مختلفة ولكنها تنبع من خصوصياتها الثقافية والجغرافية، أي أن الفكرة الأساسية هي أن الجناح الشرقي العربي بلا حدود، وهو كتلة جغرافية ماتصل، ومحيط ثقافي له خصوصية تؤهله لتكوين إمبراطورية عربية نواتها مصر منفصلا عن الكيان العثماني الهائل متعدد الاعراق واللغات.
كان هذا الهدف العظيم لباشا مصر هو أهم ما يؤرق حكومة لندن حيث أنه يتعارض مع مصالحها لعليا في المنطقة، مع هدفها الآني وهو المحافظة على السلامة الإقليمية للدولة العثمانية. ويمكن التدليل على ذلك:
- دور بريطانيا في تصفية دولة عصرية مصرية-عربية في الشام وانهاء دور مصر العربي.
- تحجيم دور مصر بتسوية 1840-1841.

بمعنى أن بريطانيا والقوى الأوروبية فرضت على محمد علي التسوية، الأولى خاصة بمصر وبها بعض المزايا لأسرته، وقد سبق الإشارة إليها باستفاضة، والثانية كانت في ظاهرها تحقيق خروج محمد علي من سوريا، أي لفك ضلعي الزاوية المصرية-السورية، وحصر مصر داخل الحدود المصرية وراء سيناء.
إن تجربة محمد علي نبهت حكومة لندن إلى خطورتها على المصالح البريطانية العليا، لذا اتبعت سياسة:
1. فرض العزلة العربية على مصر بهدف:
  - تفتيت الفكرة العربية، ووأدها في مهدها.
  - تقطيع أواصر وروابط العلاقة بين مصر والمشرق العربي.
  - صناعة توجهات مصرية قطرية بعيداً عن الخصوصية العربية.
  - ربط مصر اقتصادياً باوروبا.
  - تشجيع الجامعة المصرية مقابل الجامعة الإسلامية.
2. تهويد فلسطين:
أصبح في حكم البديهية التاريخية أن ما جرى من تغييرات عرقية بفلسطين بفتح أبوابها للهجرة اليهودية، وما يترتب عليه من طمس هويتها العربية، قد شكل أحد ملامح السياسة البريطانية منذ أواخر ثلاثينيات القرن التاسع عشر، وذلك بهدف:
  - حماية قناة السويس الشريان الحيوي للامبراطورية البريطانية.
  - إضعاف الوجود العثماني في فلسطين وهي لصيقة بمصر، وأقرب تهديد لقناة السويس.
  - إحكام عزلة مصر عن المشرق العربي.
  - إقامة عازل ديمغرافي وثقافي مختلف، يمنع أي حاكم مصري من إعادة محاولة تجربة محمد علي.
  - ملء الفراغ بعد طرد محمد علي وفق المصالح البريطانية في المنطقة.
  - حل المسألة اليهودية بعيداً عن أوروبا.

تلك هي العلامة الفارقة في تاريخ مصر، وهي أحد أسس أزمة طابا 1906، والتي أثارته الركيزة الأساسية ألا وهي أزمة فرمان 1892، فقط يمكن التأكيد على أن هذه الأزمة صنعت وعينت حدود مصر الشرقية لأول مرة، بخط يبدأ من شرق العريش بمسافة قصيرة باتجاه جنوبي شرقي إلى رأس خليج العقبة، وبالتالي تم وقف ادعاءات الدولة العثمانية لاقتطاع أجزاء من شبه جزيرة سيناء. ويمكننا التأكيد على أن انتهاء هذه الأزمة أدى إلى:
1. وضع الدعامة الأولى لبناء خط حدود مصر الشرقية.
2. استكمال أسباب القطيعة بين مصر والعرب.
3. صناعة أول خط حدودي في التاريخ الحديث بين مصر والمشرق العربي.
4. كرس العزلة المصرية عن المشرق.

## بداية الأحداث

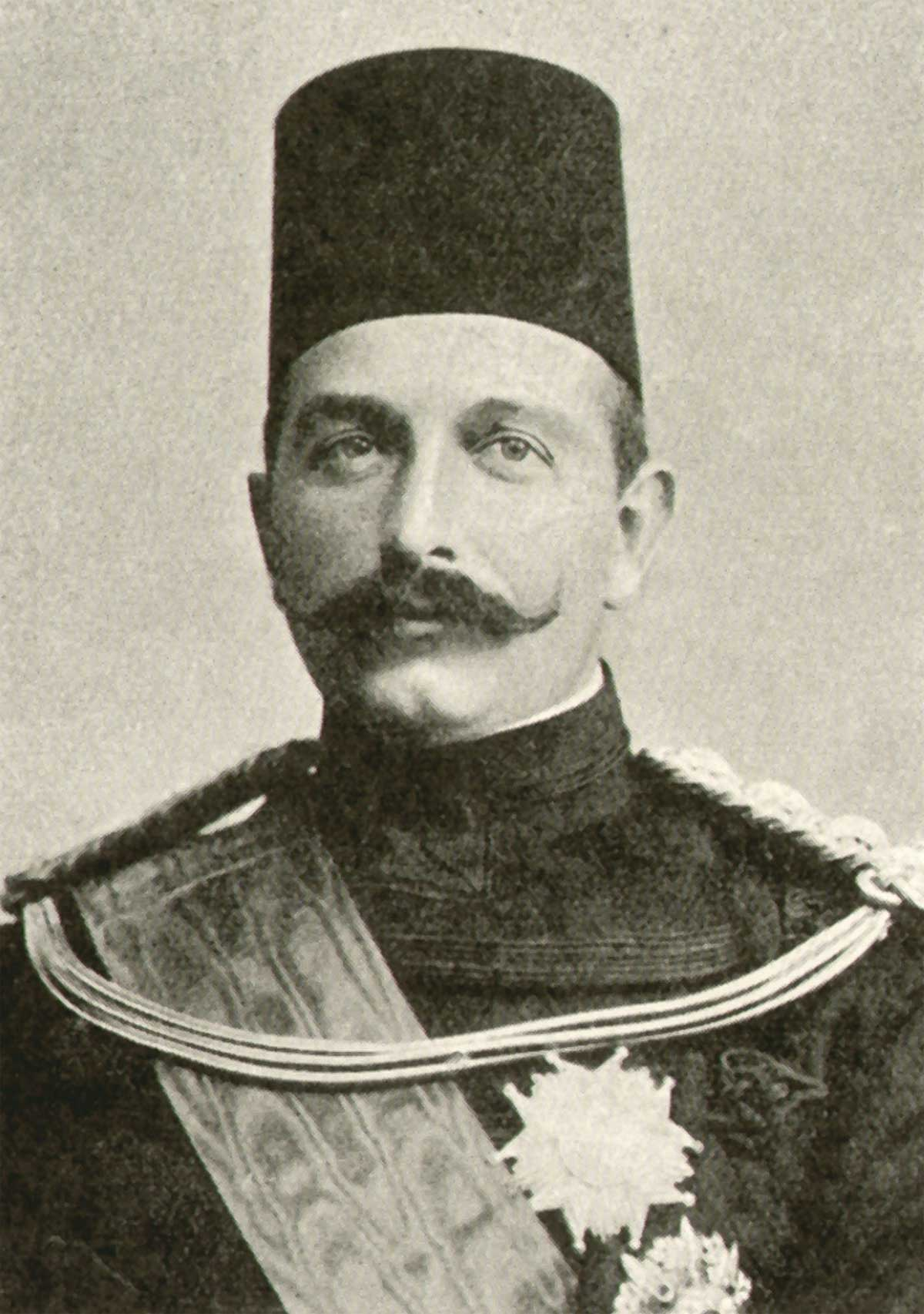
عباس حلمي الثاني

في مطلع عام 1906، صرح السلطان العثماني أن شبه جزيرة سيناء تتبع الدولة العثمانية.

### أزمة فرمان 1892
أصل هذا الخلاف يعود إلى 1892، حين أصبح عباس حلمي الثاني خديوي مصر. فقد كان محمد علي باشا وخلفاءه حتى، وضمنهم، الخديوي توفيق لم يكونوا يحكمون سيناء فقط، بل وأيضاً بعض المواقع على الجانب الحجازي من خليج العقبة. إلا أن فرمان التنصيب الصادر من السلطان عبد الحميد الثاني بمناسبة خلافة عباس الثاني اختلف عن نصوص فرمانات التنصيب السابقة، والغرض من ذلك يتضح أنه استبعاد مصر من إدارة شبه جزيرة سيناء. فتدخلت الحكومة البريطانية وبعد ضغوط معتبرة على الأستانة، حصلت على تلغراف (بتاريخ 8 أبريل 1892) من الصدر الأعظم أحمد جواد پاشا يعلن فيه استمرار الوضع الراهن في شبه جزيرة سيناء، ولكن السلطان سيعاود امتلاك المواقع في الحجاز التي كانت بها حتى ذلك الوقت حاميات مصرية. ولم تعترض بريطانيا على هذا الاستحواذ العثماني للمواقع الحجازية. فكما ذكرت الحكومة البريطانية رسمياً في ذلك الوقت، فإن الحد الشرقي لشبه جزيرة سيناء أُخِذ ليكون الخط الجاري في اتجاه جنوب شرقي من رفح، على البحر المتوسط شرق العريش، إلى رأس خليج العقبة. وقد تخلت مصر عن حصن العقبة والمواقع الأخرى إلى الشرق منه. وبذلك استتبت الأمور.

### سكة حديد الحجاز
وفي عام 1905 نشبت سلسلة من الأعمال الإجرامية من بعض بدو سيناء، فتم تعيين مسئول بريطاني قائداً ومفتشاً على سيناء وتم اتخاذ بعض الاجراءات الادارية. فانتشر تقرير في أوساط العصبة الإسلامية (المنادية بالولاء للخلافة العثمانية) بمصر أن غرض الحكومة المصرية هو إنشاء تحصينات على الحدود المصرية العثمانية بالقرب من العقبة، في المكان الذي كان العثمانيون ينشئون فيه فرعاً لسكة حديد الحجاز الرابط بين دمشق ومكة.
استدعى المعتمد البريطاني في القاهرة اللورد كرومر السيد و. إ. جننگز-براملي W.E. Jennings-Bramly الذي يجيد التحدث باللغة العربية واللهجة البدوية وملم بعادات البدو وعينته الحكومة المصرية 1905 في وظيفة مفتش في سيناء وكلفته بمهمة التحري والاستطلاع عن مدى صحة التقارير الواردة إلى القاهرة عن نية السلطان العثماني على مد فرع جديد لسكة حديد الحجاز من معان إلى العقبة وتقيم تقرير عام عن شبه جزيرة سيناء.
استعان الكولونيل براملي بقوة صغيرة من البوليس متوجهاً إلى نقب العقبة - تنفيذاً لأوامر وزارة الحربية المصرية - وشرع في إجراء بعض الاصلاحات الادارية، وتنظيم قوة من شرطة الهجانة والمشاة. وفي شهر يناير 1906 أصدرت وزارة الحربية أوامرها إلى جننگز-براملي بالتوجه إلى نقب العقبة. ونظراً لقلة المياه فيها لاستيفاء حاجة أفراد القوة والذي يقدر عددهم بخمسة جنود حرس حدود مسلحين، فتوجه إلى المرشرش على الجانب الغربي من رأس خليج العقبة، حيث تبعد مسافة نصف ساعة من العقبة على طريق غزة - مصر.

### مسألة ترسيم الحدود
في يناير 1906، اشتكى السلطان للسفير البريطاني بالأستانة من التعديات المصرية على الأراضي التركية. فردّ الخديوي المصري بطلب ترسيم الحدود بين الدولتين، إلا أن الدولة العثمانية رفضت الطلب. تلا ذلك أن توجهت قوة مصرية صغيرة لاحتلال طابا، الميناء المجاور للعقبة على الجانب الغربي للخليج. وقبل أن تصل تلك القوة إلى طابا، استولى القائد التركي للعقبة على طابا. تلا ذلك فترة توتر عالي، وقام الأتراك بإزالة علامات الحدود في رفح وأرسلوا تعزيزات قوية إلى الحدود. فتدخلت الحكومة البريطانية نيابة عن الخديوي وبذلك ضغوطاً على الدولة العثمانية لتأكيد أن الحدود بين الدولتين هي الخط الواصل بين رفح والعقبة.
اعترض قائد منطقة العقبة على تواجد الكولونيل براملي وجنوده، ورفض السماح لهم بإقامة معسكر لهم، باعتبار أن المرشرش ونقب العقبة منطقة تابعة لادارة الحكومة السنية مباشرة. أذعن مفتش سيناء لرفض قائد العقبة التركي رشدي باشا، واضطر إلى الرجوع. وفور عودة براملي من سيناء وضع تقريراً بما حدث ولتفادي مزيداً من الشكوك من جانب السلطان التركي، فقد تقدمت الحكومة المصرية في تلك الأثناء بطلب إلى السلطان بتعيين لجنة من الأتراك والمصريين لتحديد التخوم بين سيناء والشام ولكن لم يحرك السلطان ساكناً.
فقد أرادت الإدارة العثمانية إثارة مسألة سيناء وخليج العقبة مرة أخرى في عام 1906، وأرادت توظيف أدواتها المتعددة ومنها استثمار الصدى الكبير والرواج الممتد عبر العالم الإسلامي بسبب الدعوة إلى الجامعة الإسلامية، وذلك يمثل دعماً عاماً إسلامياً ضخماً يعضد من قوة وهيبة الدولة العثمانية، ويثبت قدرتها على استمرارها، ويثبت وضعها في الهيكل الدولي. وكذلك كان الرأي العام المصرية مهياً لخطوة قوية ضد الاحتلال البريطاني. واستطاعت جريدة اللواء إثارة مسألة سيناء بزعم أنها تعد لأعمال حربية مهمة. وتحذر المقالات من مغزى إرسال كولونيل بريطاني وتعيينه مفتشاً على شبه جزيرة سيناء، وتخصيص مبالغ ضخمة لإصلاحها. وغالت جريدة اللواء التي تمثل تياراً فكرياً وطنياً مؤيداً للدولة العثمانية، في أهداف ومقاصد وخطورة وجود سلطات الاحتالال البريطاني في شبه جزيرة سيناء، وصورت أن الحكومة المصرية وسلطات الاحتلال ينويان اتباع سياسة تغلغلية في سيناء، ولديهم النية على اتخاذ سيناء كقاعدة للتدخل في الحجاز في المستقبل خاصة في أمور خط حديد الحجاز الذي وصل إلى معان، وعلى بعد 100 كيلو متر من العقبة، كما نشرت بعض الصحف أن الحكومة المصرية تنوي بناء تحصينات لها أهداف عدائية.
تلك المقالات لاقت رواجاً شدياً في القاهرة واستنبول، وهو ما يمثل جبهة مساندة عريضة للدولة التركية لإثارة مسألة سيناء وخليج العقبة.
كما عضد الوالي العثماني على سوريا الدولة العثمانية في شكوكها وموقفها من إثارة مسألة سيناء وخليج العقبة، حيث كتب إلى إسطنبول بأن الحكومة المصرية قررت بناء ثكنات عسكرية في المنطقة فيما بين العقبة والقصيمة، وأضافت أن قوات الاحتلال البريطاني سوف تشارك في بناء تلك الثكنات.
في حقيقة الأمر فإن الدولة العثمانية كانت ترمي إلى عدة أهداف نذكر منها:
1. اختبار مركز بريطانيا في مصر.
2. طرح المسألة المصرية على بساط المباحثات الدولية.
3. حماية مشروع سكة حديد الحجاز.
4. الاقتراب أقصى ما يمكن من قناة السويس.
5. قياس مدى الدعم الدولي لموقف بريطانيا.
6. تصعيد أزمة تركية-بريطانية بسبب موقف السلطات البريطانية من ثوار اليمن وإمدادهم بالسلاح والذخائر والأغذية.

لم يستجب السلطان العثماني عبد الحميد لطلب الحكومة المصرية التي تقدمت بطلب تعيين لجنة مشتركة من المصريين والأتراك لتجديد التخوم بين شبه جزيرة سيناء والممتلكات العثمانية في الحجاز والشام، وإنما تجاهل الطلب المصري.
كان الرد العثماني:
1. أمر اللواء رشدي باشا قائد حامية العقبة العثمانية باحتلال وادي طابا.
2. مذكرة احتجاج من الباب العالي للسفارة البريطانية في إسطنبول ففي 12 يناير 1906، على أن ضابطاً إنجليزياً يقود فرقة مصرية قد أقام معسكراً في العقبة وأعلن نيته على اقامة مراكز حراسة في هذه النقطة وفي غيرها من الأراضي التركية.
3. طلبت الحكومة العثمانية من السفير البريطاني في إسطنبول اتخاذ الاجراءات اللازمة لسحب هذه القوة من المركز الذي احتله خارج الأراضي المصرية.

اعتبرت الحكومة المصرية عدم رد السلطان على الاقتراح المصري رفضاً له، بينما اعتبرت سلطة الاحتلال البريطاني الرد العملي الذي أقدمت عليه تركيا يعني أن الدولة العثمانية معادية لفكرة تعيين حدود باعتبار أنه ليس هناك مشكلة حدود وإنما عدوان على الأراضي العثمانية. إضافة إلى ذلك وهو حيث إن مصر ولاية عثمانية فلا يمكن أن يوجد بينها وبين بقية الولايات الخاضة للإدارة التركية مباشرة حدود وتخوم.
كان الرد العسكري العثماني، بمثابة إبطال تحركات براملي، ومنعه من ممارسة حق مصر في فرض السيطرة على أراضيها، وأن احتلال طابا والقصيمة ومشاش الكنتلا، هو من قبيل العمل العدواني ضد مصر وسيادتها على أراضيها ومن قبيل فرض أمر واقع على مناطق مهمة ذات قيمة إستراتيجية حاكمة لسيناء.
لذلك رأت السلطات البريطانية في القاهرة نتيجة لعدم موافقة الحكومة التركية على تعيين الحدود، فإنه من الضروري تأمين المراكز المصرية على هذه الحدود. وتقرر إرسال قوة مصرية من خمسين رجلاً وعلى رأسهم ضابط مصري وهو سعد بك رفعت لمقابلة براملي على الحدود قرب العقبة لاحتلال طابا. كذلك صدرت الاوامر إلى المستر براملي لاحتلال نقب العقبة والقطار، وهما نقطتان مهمتان تتحكمان في الجبل الذي يمر خلاله الطريق من الساحل إلى داخل هضبة سيناء.
تقدمت القوة المصرية نحو طابا في سفينة خفر السواحل المصرية «نور البحر»، ولكنها لم تستطع تنفيذ مهمتها حيث أن القوات التركية قد انتشرت على التلال التي تطل على طابا من الشرق، ورفض القائد التركي السماح لهم بالنزول إلى الشاطئ باعتبار أن طابا في حد العقبة وجزء منها، وأصر على المقاومة في حال إنزال القوة العسكرية المصرية طبقاً وتنفيذاً للأوامر العليا الصادرة إليه.
اضطرت القوة المصرية إلى التراجع تنفيذاً للأوامر بعدم الصدام إلا في حالة اطلاق النار عليها، فانسحبت إلى جزيرة فرعون الملاصقة للساحل الغربي جنوب طابا، انتظاراً لتعليمات جديدة من القاهرة.
استخدمت الإدارة التركية عن طريق قائد العقبة العثماني القوة في احتلال أراضي مصرية، ومارست العنف والتهديد ضد القوة المصرية، وبذلك أفشلت مهمة هذه القوة التي كانت ترمي إلى:
- سد الطرق بين الأراضي المصرية والممتلكات العثمانية.
- منع القوة التركية من التغلغل داخل الهضبة.
- منع مبعوث الدولة العثمانية من الوصول إلى قبائل سيناء ومحاولة استمالتها.

لم تكتف الدولة العثمانية باستخدام القوة والعنف العسكري فقط لخلق أمر واقع، وإنما تحركات الدبلوماسية العثمانية في محاولة لتثبيت هذا الأمر عن طريق الضغط السياسي على الخديوي عباس، واستغلال الأوضاع السياسية في ذلك الوقت حيث احتدم الخلاف بين الخديوي عباس ومصطفى كامل، لتقرب الأول من الإنجليزي بعد علمه بالوفاق الودي 1904 بين فرنسا وإنجلترا، وإدراكه عدم إمكانية نجاح سياسة المناهضة للاحتلال البريطاني في مصر. وهو:
- هل يؤيد الخديوي عباس مع الحزب الوطني الموقف العثماني؟
- هل يؤيد السياسة البريطانية في مصر؟
- هل في ظل وجود الاحتلال العسكري والسياسي البريطاني يمكنه أن يتخذ قراراً سياسياً منفصلاً؟

وإزاء هذا المركز الحرج للخديوي عباس، مارست الدبلوماسية العثمانية عنفاً ضده لإجباره على الاصطدام بالإنجليزي أو فقد شعبيته التي يحظى بها لدى الرأي العام المصري الذي كان يؤيد السلطان العثماني تحت تأثير الحزب الوطني وأدواته. أبرق الصدر الأعظم ثلاث برقيات متوالية شديدة اللهجة وتحمل تهديدات واضحة.
تطلب البرقية الأولى في 10 يناير 1906 أن تمتنع مصر عن بناء المركز المزمع إقامته حيث ن الموقع تركي وعليه حامية عثمانية يقودها لواء، وهو منصب عسكري رفيع يتناسب مع أهمية الموقع - وتؤكد البرقية عدم رضاء بل ورفض الباب العالي لهذا السلوك، وتطلب التراجع فوراً للقوة المصرية، وتأمر الخديوي بالتحرك السريع الفوري ويعلن أنه لن يتم إرسال مبعوث تركي لتعيين الحدود.
أما البرقية الثانية في 12 يناير 1906 أيدت البرقية الأولى مع مزيد من التعسف ضد الخديوي لإحراجه ومزيد من التعسف ضد مصر وحقها الثابت تاريخياً في أراضيها، فتؤكد على أن الأراضي التركية تشمل العقبة والمناطق المجاورة بما فيها طابا، وأنها ليست ضمن الأراضي الممنوحة لمصر.
وبتحليل مضمون هذه البرقية يمكن استخلاص ما يلي:
1. أن تركيا تتراجع عن مضمون برقية الصدر الأعظم المؤرخة في 8 أبريل 1892.
2. ليس لدى تركيا نية الموافقة على تعيين لجنة مشتركة للحدود.
3. إن إصرار مصر على موقفها يعتبر خروجاً عن الأوامر وعصياناً واضحاً.
4. الخروج عن الطاعة سوف يواجه أشد الاجراءات لوقفه.
5. التأكيد على أن مصر ولاية تابعة للدولة العثمانية، وهي قسم منها، أي أن الشأن داخلي لمنع التدخل البريطاني، وكذلك تأكيد على أنه لا حدود بين أجزاء أو أقسام الدولة العثمانية الواحدة.

وتصاعد الضغط العثماني على الخديوي بطلب سحب «نور البحر» والقوة المصرية من جزيرة فرعون والتوقف عن بناء نقاط عسكرية وإلا «سوف تحدث أزمة». معنى هذا، أن تركيا أرادت وضع يدها على المناطق الاستراتيجية في خليج العقبة والمناطق الحاكمة المجاورة، بغية تأمين مكاسب لها أسوة بما وقع على إثر فرمان أبريل 1892 أي حصولها على العقبة ومن ثم تزايد نفوذها وسيطرتها على البحر الأحمر، إضافة إلى التواصل الجغرافي بين الحجاز الشام، وأيضاً ما تمثله العقبة كبوابة شمالية للحجاز، وما يمثله رأس الخليج كأقرب نقطة للسيطرة عليها.
كان هذا التهديد يهدف إلى مساومة سلطات الاحتلال، واكتساب مواقع جديدة في سيناء وفي الضفة الغربية في خليج العقبة، على أساس عدم اكتراث السلطات البريطانية بالمصالح الوطنية المصرية، ولتفادي أزمة حادة بالتنازل عن بعض المواقع المصرية وهو ما لا يكلف بريطاني الكثير. لم تقرأ الدولة العثمانية جيداً المصالح المصرية - البريطانية المشتركة والمتمثلة في هدف إبعاد كل ما يهدد قناة السويس وهو ما يستوجب تأمين الحدود الشرقية، أي تأمين شبه جزيرة سيناء، باعتبارها خط الدفاع الأول عن القناة واعتبارها منطقة عازلة بين الممتلكات العثمانية وبين مصر - حسب المفهوم العسكري القديم حيث الصحراء أراض عازلة وفاصلة لتأمين البلاد.
وهكذا احتدمت أزمة طابا الأولى 1906 حيث:
1. قوة مصرية لديها تعليمات محددة بالتواجد على أراضيها.
2. قوة عثمانية سارعت باحتلال تلك الأراضي بالقوة.
3. الدولة العثانية تمارس العنف السياسي ضد مصر لاجبارها على التنازل عن أراضيها.
4. قوة سلطات الاحتلال البريطاني في مصر تعمل في الخفاء لتحقيق مصالحها في مصر.
5. حرج مركز الخديوي عباس أمام:
  1. الحزب الوطني وشعبيته.
  2. الدولة العثمانية وقدرتها على ممارسة العنف السياسي ضد مصر.
  3. سلطات الاحتلال المسيطرة على مقدرات البلاد.
  4. ولاء الخديوي للدولة العثمانية.

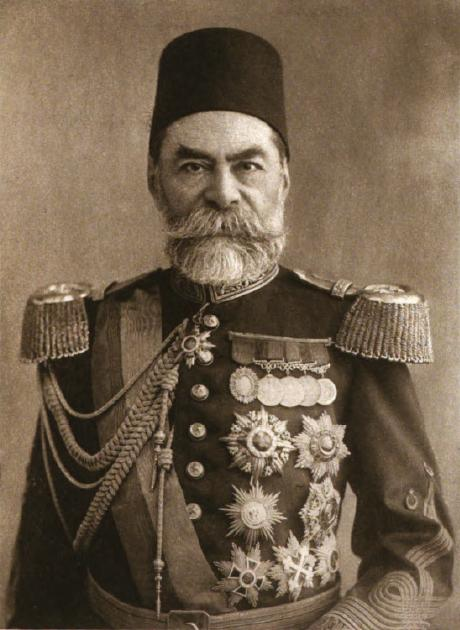
مختار پاشا

وفي أبريل انعقد مؤتمر بين الخديوي وأحمد مختار پاشا، المفوض العثماني. وبدا حينها أن الدولة العثمانية ليس لديها نية الاعتراف بالتفسير البريطاني لتلغراف 8 أبريل 1892. فقد ادعت الدولة العثمانية أن شبه جزيرة سيناء تتكون فقط من الأرض الواقعة جنوب الخط المستقيم من العقبة إلى السويس، وأن الأرض المصرية شمال ذلك الخط يحدها خط آخر من رفح إلى السويس. وكحل وسط، اقترح مختار باشا أن يكون الحد بين مصر والدولة العثمانية هو خط مستقيم من رفح إلى رأس محمد (الطرف الجنوب لسيناء)، وهو الأمر الذي كان سيجعل كل خليج السويس أرضاً عثمانية. وبعبارة أخرى، فإن ادعاء الباب العالي كان، كما يلخصه اللورد كرومر:

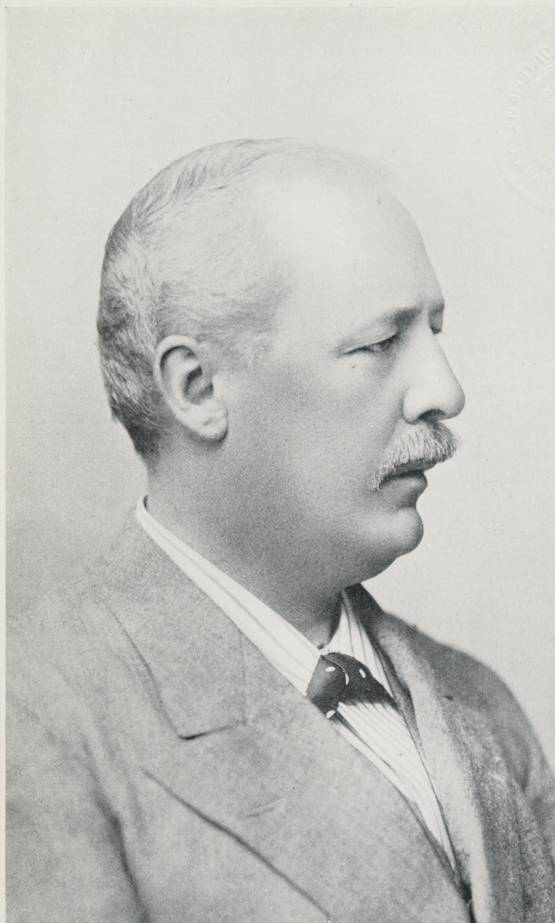
اللورد كرومر

| حادثة العقبة 1906 | أن نمد الحدود والسكك الحديدية الاستراتيجية التركية إلى السويس على ضفاف القناة؛ أو لو خط راس محمد تم اعتماده، فإن الحدود التركية ستمتد إلى محاذاة نخل، أي تصبح مصر في مرمى مدفعيتهم، ويصبح خليج العقبة بحيرة مغلقة مِلك تركيا وازعاج متواصل لأمن طريق التجارة إلى الشرق. | حادثة العقبة 1906 |

تلك العروض لم تكن بريطانيا العظمى لتقبلها؛ وبينما ظل السلطان متعسفاً ، فقد قدم السفير البريطاني في 3 مايو مذكرة إلى الباب العالي تطلب الانصياع للمقترحات البريطانية في ظرف عشرة أيام. السفير التركي في لندن أخبره وزير الخارجية البريطاني السيد إدوارد گري أنه لو وجدت بريطانيا أن السيادة الإسمية للدولة العثمانية على مصر تتعارض مع حقوق الحكومة البريطانية بتدخل تركيا في الشئون المصرية وفي معارضة الاحتلال البريطاني لمصر، فإن الوضع البريطاني في مصر ستحافظ عليه الامبراطورية البريطانية بكل ما أوتيت من قوة. وتحرك أسطول بريطاني إلى الدردنيل في مقابل اسطنبول. فقط حينئذ، تراجع السلطان ووافق (في 14 مايو) على أن خط الترسيم يبدأ من رفح ويتجه باتجاه الجنوب الشرقي «في خط مستقيم تقريباً إلى نقطة على خليج العقبة على بعد لا يقل عن 3 ميل من العقبة» وتم سحب القوات العثمانية من طابا وتم ترسيم الحدود بلجنة تركية-مصرية مشتركة. وقد تم توقيع اتفاقية في 1 اكتوبر للإرساء النهائي لخط الحدود.

## الحادثة
في عام 1906، اعتزم العثمانيون والألمان مد سكة حديدية من معان إلى العقبة، وهذه السكة تجعل لتركيا (وحليفتها ألمانيا) قوة جديدة على حدود مصر، وتهدد مركز الإحتلال الإنگليزي، فاهتم الإنگليز بهذا الحادث، واعتبروا أن وصول السكك الحديدية الألمانية-العثمانية إلى العقبة سيشكل منافس لقناة السويس في الشحن بين الشرق والغرب. فأرسلت بريطانيا ضابطاً كبيراً عهدوا إليه وضع نقط عسكرية على طول الخط من العريش إلى العقبة، باعتبار أنها من أملاك مصر، إذ هي جزء من طور سيناء المعهودة ادارتها إلى مصر، ولكن الجنود الأتراك احتلوا موقع طابا على بعد ثمانية أميال غربي العقبة.
قام لذلك خلاف شديد بين تركيا وإنگلترا، ظهرت فيه بمظهر الدولة الحامية لمصر، إذ طالبت إنگلترا تركيا باسم مصر أن تجلو عن طابا، وتهددت وتوعدت كما لو كانت مصر جزءاً من أملاكها، فكان هذا المظهر من علامات الحماية التي أثارت سخط مصطفى كامل، فاستنكر موقف إنگلترا من هذه الحادثة ودعا الإنگليز إلى الجلاء عن مصر بدلاً من أن يتظاهروا بالدفاع عن حقوقها.
كانت تركيا (وألمانيا) ترمي بعملها هذا إلى فتح باب المسألة المصرية من جديد لإجبار إنگلترا على الوفاء بعهودها في الجلاء، ومن هنا جاء عطف الأمة المصرية على موقفها في هذه الحادثة، إذ كان شبيها من بعض الوجوه بموقف فرنسا في حادثة فاشودة، وقد كانت تركيا تتوقع أن تؤيدها بعض الدول الأوروبية في فتح المسألة المصرية، ولكن فرنسا كانت بحكم الاتفاق الودي مؤيدة لإنگلترا، وطلب سفيرها في الأستانة من الحكومة التركية الإذعان لمطالب إنگلترا، ووقفت روسيا موقفا يشبه موقف فرنسا، ولزمت ألمانيا الجمود حيال هذا الخلاف، مما جعل تركيا تجنح للتراجع.

## أنسحاب الأتراك
انتهت الحادثة بانسحاب الترك من طابا في مايو سنة 1906، وتأليف لجنة مصرية تركية لتسوية مسألة الحدود على قاعدة معاهدة لندن سنة 1840 وتلغراف 8 أبريل سنة 1892 المرسل إلى الخديوي عباس الثاني والذي خوّل مصر إدارة شبه جزيرة طور سيناء، وانتهت اللجنة من عملها في 1 أكتوبر سنة 1906، إذ تم الاتفاق على الحدود الشرقية على أن تكون خطا ممتداً من رفح على البحر الأبيض المتوسط إلى نقطة واقعة غربي العقبة بثلاثة أميال، وبقيت طابا ضمن أملاك مصر والعقبة من أملاك تركيا.

## اتفاقية ترسيم الحدود الشرقية البرية لمصر
أول أكتوبر 1906 - اتفاقية حدود مصر الشرقية
هذه هي الاتفاقية التي وقع عليها وتبودلت في رفح 13 شعبان المعظم سنة 1324 الموافق 18 أيلول سنة 1322 الموافق أول أكتوبر سنة 1906 بين مندوبى الدولة العلية ومندوبى الخديوية الجليلة المصرية بشأن تعيين خط فاصل ادارى بين ولاية الحجاز ومتصرفية القدس وبين شبه جزيرة طورسينا.
بما أنه قد عهد إلى كل من :
بما أنه قد عُهد إلى كل من الأميرالاي أركان حرب أحمد مظفر بك والبكباشي أركان حرب «محمد فهمي بك» بصفتهما مندوبا الدولة العلية وإلى كل من أمير اللواء إبراهيم فتحي والأميرالاي روجر كارمايكل روبرت أوين بك بصفتهما مندوبا الخديوية الجليلة المصرية بتعيين خط فاصل ادارى بين ولاية الحجاز ومتصرفية القدس وبين شبه جزيرة طورسينا قد اتفق الفريقان باسم الدولة العلية والخديوية الجليلة المصرية على ما يأتي:
- مادة 1 - يبدأ الخط الفاصل الادارى كما هو مبين بالخريطة المرفوقة بهذه الاتفاقية من نقطة رأس طابه الكائنة على الساحل الغربى لخليج العقبة ويمتد إلى قمة جبل فورت مارا على رؤوس جبال طابه الشرقية المطلة على وادى طابه ثم من قمة جبل فورت يتجه الخط الفاصل بالاستقامات الآتية : من جبل فورت إلى نقطة لا تتجاوز مائتى متر إلى الشرق من قمة جبل فتحي باشا ومنها إلى النقطة الحادثة من تلاقى امتداد هذا الخط بالعمود المقام من نقطة على مائتى متر من قمة جبل فتحى باشا على الخط الذي يربط مركز تلك القمة بنقطة المفرق (المفرق هو ملتقى طريق غزة إلى العقبة بطريق نخل إلى العقبة) ومن نقطة التلاقى المذكورة إلى التلة التي إلى الشرق من مكان ماء يعرف بثميلة الردادى والمطلة على تلك الثميلة (بحيث تبقى الثميلة غربى الخط) ومن هناك إلى قمة رأس الردادى المدلول عليها بالخريطة المذكورة أعلاه بـ A3 ومن هناك إلى رأس جبل الصفرة المدلول عليها بـ A4 ومن هناك إلى القمة الشرقية لجبل أم قف المدلول عليها بـ A5 ومن هناك إلى نقطة مدلول عليها بـ A7 إلى الشمال من ثميلة سويلمة ومنها إلى نقطة مدلول عليها بـ A8 إلى غرب الشمال الغربى من جبل سماوى ومن هناك إلى قمة التلة التي إلى غرب الشمال الغربى من بئر المغارة (وهو بئر في الفرع الشمالى من وادى ما بين بحيث يكون البئر شرقى الخط الفاصل) ومن هناك إلى A9 ومنها إلى A9 bis غربى جبل المقراة ومن هناك إلى رأس العين المدلول عليها بـ A10 bis ومن هناك إلى نقطة على جبل أم حواويط مدلول عليها بـ A11 ومن هناك إلى منتصف المسافة بين عمودين قائمين تحت شجرة على مسافة ثلثمائة وتسعين مترا إلى الجنوب الغربى من بئر رفح والمدلول عليه بـ A13 ومن هناك إلى نقطة على التلال الرملية في اتجاه مائتين وثمانين درجة (280) من الشمال المغناطيسى (أعنى ثمانين درجة إلى الغرب) وعلى مسافة أربعمائة وعشرين مترا في خط مستقيم من العمودين المذكورين ومن هذه النقطة يمتد الخط مستقيما باتجاه ثلثمائة وأربع وثلاثين درجة (334) من الشمال المغناطيسى (أعنى ستا وعشرين درجة إلى الغرب) إلى شاطئ البحر الأبيض المتوسط مارا بتلة خرائب على ساحل البحر.
- مادة 2 - قد دل على الخط الفاصل المذكور بالمادة الأولى بخط أسود متقطع في نسختى الخريطة المرفوقة بهذه الاتفاقية والتي يوقع عليهما الفريقان ويتبادلانها بنفس الوقت الذي يوقعان فيه على الاتفاقية ويتبادلانها.
- مادة 3 - تقام أعمدة على طول الخط الفاصل من النقطة التي على ساحل البحر الأبيض المتوسط إلى النقطة التي على ساحل خليج العقبة بحيث ان كل عمود منها يمكن رؤيته من العمود الذي يليه وذلك بحضور مندوبى الفريقين.
- مادة 4 - يحافظ على أعمدة الخط الفاصل هذه كل من الدولة العلية والخديوية الجليلة المصرية.
- مادة 5 - إذا اقتضى في المستقبل تجديد هذه الأعمدة أو الزيادة عليها فكل من الطرفين يرسل مندوبا لهذه الغاية وتطبق مواقع العمد التي تزاد على الخط المدلول عليه في الخريطة.
- مادة 6 - جميع القبائل القاطنة في كلا الجانبين لها حق الانتفاع بالمياه حسب سابق عاداتها أي أن القديم يبقى على قدمه فيما يتعلق بذلك وتعطى التأمينات اللازمة بهذا الشأن إلى العربان والعشائر وكذلك العساكر الشهانية وأفراد الأهالى والجندرمة ينتفعون من المياه التي بقيت غربى الخط الفاصل .
- مادة 7 - لا يؤذن للعساكر الشهانية والجندرمة بالمرور إلى غربي الخط الفاصل وهم مسلحون .
- مادة 8 - تبقى أهالي وعربان الجهتين على ما كانت عليه قبلا من حيث ملكية المياه والحقول والأراضي في الجهتين كما هو متعارف بينهم .

| مندوبون من قبل الخديوية الجليلة المصرية |                                 | مندوبون من قبل الدولة العلية |
| أمير اللواء إبراهيم فتحي                | أميرالاي أركان حرب أحمد مظفر بك |                              |
| أميرالاي أوين بك                        | بكباشي أركان حرب "محمد فهمي بك" |                              |

## النتائج
كان من نتائج شعور الكراهية الذي بدا من المصريين حيال الاحتلال في حادثة العقبة أن قررت الحكومة البريطانية زيادة عدد جيش الاحتلال، فزاد من 2.906 جندياً إلى 4.758، وزادت النفقات التي تتحملها مصر في هذا الصدد من 97.500 جنيه إلى 141.375 جنيهاً، وجاءت هذه الزيادة دليلاً على اتساع الهوة بين الأمة والاحتلال وتفنيداً لمزاعم أنصاره الذين كانوا يرجفون بأن الأمة راضية عنه مواليه لحكمه.
حادثة طابا ألهبت موجة من مشاعر الجامعة الإسلامية بقيادة مصطفى كامل وغيره، الذين تحدوا حق بريطانيا في التفاوض على أراضي مصرية. وكان مصطفى كامل قد بدأ للتو في نشر جريدة اللواء لإذكاء الروح الوطنية ضد الإنجليز. ولذلك كان مصطفى كامل مؤيداً لمطالب الدولة العثمانية في أخذ جزء من شبه جزيرة سيناء.

### الأطماع الألمانية في قناة السويس

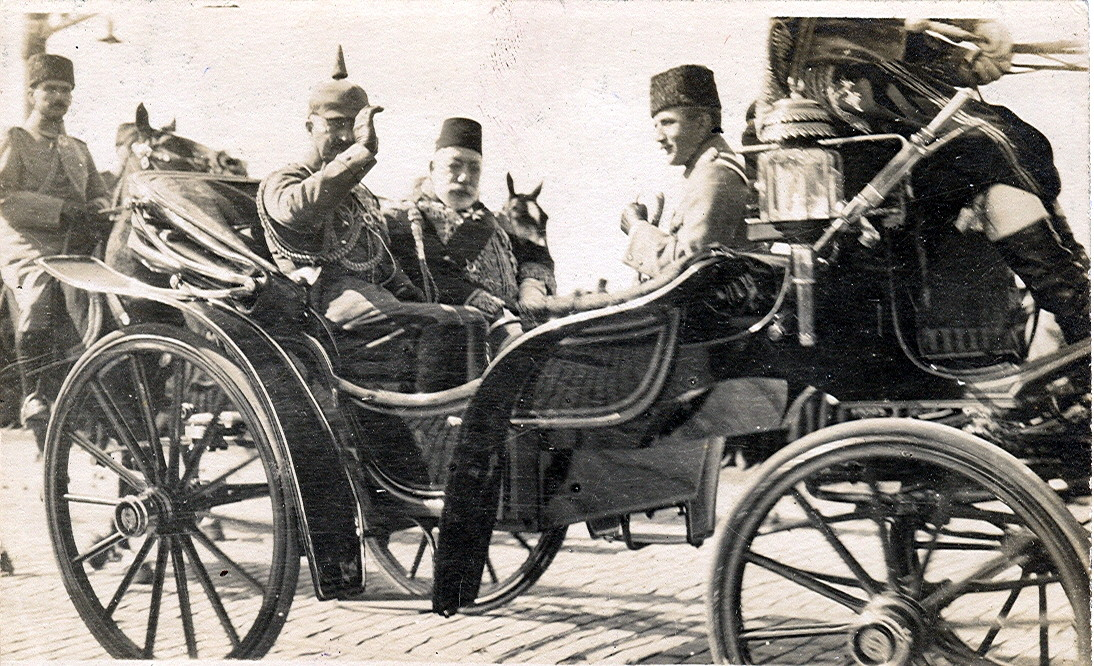
ثالث زيارة للامبراطور الألماني ڤيلهلم الثاني إلى الدولة العثمانية. ويظهر في عربة مع السلطان العثماني محمد رشاد وأنور پاشا، أكتوبر 1917

### التداعيات السياسية
كانت تداعيات أزمة طابا الأولى عميقة الأثر في استكمال أسباب عزلة مصر، وفي استكمال أسباب القطيعة بين مصر والمشرق العربي، وامتدت آثارها بشكل مباشر على الشأن الداخلي المصري، فقد تنازعت مصر تيارات فكرية متوازية ما بين التيار التقليدي القائم على مفهوم التضامن الإسلامي، بهدف مقاومة خطر التغلغل الاستعماري الأوروبية في العالم الإسلامي، ووسيلة المقاومة هي التكتل تحت راية السلطان العثماني وتحت مظلة دولة الخلافة الإسلامية، وفي إطار الجامعة الإسلامية. وفي ظل هذا التيار التقليدي ظهر تيار فكري شديد الالتحام بالتيار الأصلي حيث يؤكد حركة الجامعة الإسلامية تحت لواء السلطان التركي، ولكنه ينادي بالاستقلال الذاتي المحلي ويطالب بجلاء القوات البريطانية عن مصر. وكان هذا التيار التقليدي مدعوما من السلطان التركي، وممولا من قبل المعتمد التركي في مصر، وبتأييد وتحالف مع الخديوي عباس الثاني.
أما التيار الفكري الآخر فقد كان تيارا وطنيا تحريريا له ايديولجية مختلفة تماما، ويمكن أن نطلق عليه حركة وطنية موجهة ضد الاستعمار البريطاني في مصر، وهيمنته على سياسة ومقدرات مصر. كان لهذه الحركة الوطنية مرتكزات مهمة منها عملية حراك سياسي وحراك اجتماعي ثقافي. كان هدف الحراك السياسي هو القضية الوطنية والتي سرعان ما تحولت إلى حركة وطنية يقودها المتعلمون والمثقفون أمثال أحمد لطفي السيد، ومحمد حسين هيكل، وقد حسم الأمر لصالح التيار الوطني بعد إعلان الحماية البريطانية على مصر في 1914 لعدة أسباب يمكن ذكر بعض منها:
1. شحوب الوجود العثماني في مصر منذ قدوم الحملة الفرنسية 1798.
2. الدولة المركزية القائمة على تحديث الأنظمة الاقتصادية والتعليمية والادارية والعسكرية، ارتبطت بالثقافة الأوروبية التي تمد الايديولوجية الوطنية، وأن من حق كل قومية أن يكون لها وطن مستقل.
3. اضمحلال الحزب الوطني بسبب:
  1. أدرك الخديوي عباس الثاني أنه لا فائدة من التعويل على الباب العالي لمقاومة الاحتلال البريطاني، وبالتالي فترت العلاقة بين المركز والوسيلة.
  2. لم يستطع تفسير موقفه تجاه رغبته في التنازل عن أرض مصرية إرضاء لدولة الخلافة الإسلامية على حساب حق الإقليم الأصيل في كامل أراضيه.
  3. لم يستطع الحزب الوطني بقيادة مصطفى كامل أن يعترف بأن الدولة العلية والغازي مختار باشا، كانا يمدانه بالمال للقيام بالدعاية ضد الاحتلال البريطاني.
  4. انهيار الحزب الوطني بوفاة زعيمه مصطفى كامل، مقابل ظهور أحزاب سياسية ذات برامج وطنية أكثر تحررا وانفصالا من الجامعة الإسلامية.
4. تنامي مشاعر الوطنية في مصر وتأكيد هويتها القطرية، في ضوء الانقلاب الدستوري العثماني وما أعقبه من التحول من الجامعة الإسلامية إلى الجامعة الطورانية.
5. حادثة دنشواي في 13 يونيو 1906 التي نبهت الشعور الوطني تنبيها عنيفا ضد سلطات الاحتلال في مصر. وأدرك الشعب المصري أن الحادثة كانت مظاهرة للقوة، ولترويع الشعب المصري، حتى ينكفئوا على ذاتهم ويؤثرون السلامة. فهم - ولم يستكن - الشعب المصري أن كل من يتحدى السلطات المحتلة يكون أمثولة لإدخال الخوف والفزع في نفوس المصريين.
6. خلع الخديوي عباس الثاني عن عرش مصر، بعدما فقدت السلطات البريطانية في مصر الثقة فيه، على إثر اطلاعهم على المراسلات السرية بينه وبين السلطان العثماني أثناء أزمة طابا، فكانت فرصة سفره ونشوب الحرب العالمية الأولى فرصة مواتية.
7. تغير السياسة البريطانية إزاء مصر لاستيعاب الرأي العام.
8. تحولات داخلية تلبية للرأي العام المصري المطالب بنظام يكفل اشتراك الأمة مع الحكومة في إدارة شؤونها الداخلية، أي إنشاء نظام دستوري.
9. القضاء على نفوذ المندوب التركي في مصر، مقابل الهيمنة البريطانية، إلى أن اضطرت سلطات الاحتلال في أول عهد وزارة بطرس غالي باشا إلى الاعتراف لمصر بحقها في إدارة شؤونها وتخويل مجلس شورى القوانين سلطات البرلمان مع حقه في مراقبة أعمال الحكومة.
10. رغم مواقف اللورد كرومر الجيدة في أزمة طابا، فإن حادثة دنشواي وتنامي المشاعر الوطنية كانت من أهم أسباب إقالة الرجل من منصبه.

كان الحراك السياسي، والحراك الاجتماعي - الثقافي من معين التيارات الفكرية الوطنية التحررية، وإن كان الحراك السياسي يتسم بالفاعلية والنشاط، فإنه على النقيض من الحراك الاجتماعي لأنه يواجه مشكلات شديدة التعقيد، إضافة إلى أنه يتسم بالبطئ الشديد، ويواجه بمقاومة عنيفة بسبب المتراكم العقائدي المغلوط والموروث الثقافي مع ضيق أفق الحياة الاجتماعية التي ترفض التغيير لما سيترتب عنه من تغير الأنساق الاجتماعية والثقافية، إضافة إلى موقف سلطات الاحتلال لكل ما يتعارض مع مصالحها في مصر. كان الحراك الاجتماعي-الثقافي متمثلا في:
- الدعوة إلى التفكير الحر، وفتح باب الاجتهاد في المسائل الدينية.
- دعوة قاسم أمين لتحرير المرأة، وحقها في التعليم ورفع الحجاب والمشاركة في الحياة العامة.
- الدعوة إلى مراجعة النظم السياسية وكتاب الشيخ علي عبد الرازق «الإسلام وأصول الحكم».
- الدعوة إلى إنشاء جامعة مصرية أهلية.
- الدعوة إلى تعريب التعليم في مراحله المختلفة.

تلك بعض ملامح الحراك السياسي والحراك الاجتمااعي التي انعكست نتيجة حدة الصراح الذي احتدم بين الدولة العثمانية التي لها حق الملكية وبين سلطات الاحتلال البريطاني الذي يمثل السلطة الفعلية، والتي سرعان ما تحولت إلى تيارات فكرية ساعدت المجتمع المصري على التحول الجذري، وبالفعل أتت ثمارها.
لا شك في أن لأزمة طابا الأولى 1906 انعكاساتها على الحياة السياسية والقوى السياسية والاجتماعية في مصر، تلك الأزمة التي وضعت بذور نشوء القومية المصرية - دون العربية - والانتماء المصري والولاء الوحيد لمصر، أو بعبارة أخرى، تحديد الذات والهوية والشخصية المصرية بعيدا عن الهيمنة العثمانية التي سيطر عليها عامل الدين أو عامل الجامعة الدينية. أيضا للأزمة انعكاساتها في المجال الدولي، فقد كانت الأزمة إحدى وسائل تكريس وتطبيق الاتفاق الودي الإنجليزي الفرنسي 1904، فقد كانت محك الاختبار لبيان صلاحيته، ومصداقية أطرافه، إضافة ألى قياس مدى المكاسب التي يمكن جنيها من تضامنها.
وانعكست الأزمة على العلاقات العثمانية-الألمانية، فبالرغم من أن الأزمة بدأت بسبب رغبة ألمانيا استخلاص أراضي في المشرق العربي لمشروعها سكة حديد الحجاز، إلا أن ألمانيا من مساندة الدولة العثمانية في مواجهة التحالف الفرنسي-الروسي، والاتفاق الودي الفرنسي الإنجليزي، وهذا الموقف سيدفع تركيا للانضمام لدول الوسط «ألمانيا والنمسا» في مواجهة تكتل دول الوفاق عام 1914 مع بداية الحرب العالمية الأولى.
أيضا أوضحت أزمة طابا - دوليا - أن الدولة العثمانية التي تبدو متشددة، هي دولة ضعيفة في ذاتها، أشد ضعفا في مواجهة التحالفات الأوروبية، أن هذا الضعف الواضح والبادي للعيان، أثار دول البلقان التي كانت لا تزال خاضعة للنفوذ العثماني لفتح باب حروب البلقان للتخلص من السيطرة العثمانية لاسترداد حريتها واستقلالها.
أي أن أزمة طابا الأولى 1906 كانت نموذجا لتعاون القوى الكبرى ضد الدولة العثمانية، وكانت بمثابة انكشاف لضعف هذه الدولة مما أدى إلى:
- حروب البلقان، أي تراجع النفوذ التركي من أوروبا.
- محاربة مشروع الجامعة الإسلامية لتفتيت الممتلكات التركية.

في حقيقة الأمر، فإن موقف بعض التيارات السياسية المصرية المؤيدة لمشروع الجامعة الإسلامية، وما بدا من أن الوطنيين المحليين يفضلون في البلاد الإسلامية التضحية ببلادهم وحقوقهم في أراضيهم، من الوقوف موقف العداء من دولة الخلافة الإسلامية، مما أظهر تلك الحركات أو التيارات السياسية الوطنية على أنها ليست حركات سياسية تحررية، إنما هي حركات دينية مبنية على الولاء الديني، مما سهل على الدول الاستعمارية (إنجلترا وفرنسا) ضرب الحركات الوطنية، وضرب فكرة الجامعة الإسلامية بحجة مقاومة التعصب الديني، وبنتا سياستهما في العالم العربي على هذا الأساس مما ثبت وقوى نفوذهما ووجودهما لفترة طويلة في المنطقة العربية.
وما يخص موضوع الدراسة، أنه نتيجة للحياة السياسية ودور القوى السياسية المصرية، إضافة إلى سياسة سلطات الاحتالال التحكمية، فإن الخط الفاصل الذي لم يرق إلى مرتبة حدود دولية بحكم وضعية مصر القانونية واستمرار تبعية مصر الاسمية للدولة العثمانية، قد أخذ يزداد صلادة حتى عام 1914، وتحول الخط إلى حدود دولية في شرق مصر بعد أعلان الحماية البريطانية عليها.
ورغم تحوطات الدولة العثمانية في استمرار تبعية مصر لها كاحدى ولاياتها بحق الملكية، فإن حكومة لندن كانت تتحين الفرصة الملائمة ل:
1. خلع الخديوي عباس من خديوية مصر.
2. الاستئثار بمصر كمستعمرة بريطانية.
3. شل فاعلية المندوب السامي التركي في مصر.

وبالفعل مع نشوب الحرب العالمية الأولى في يوليو 1914، وأثناء وجود الخديوي عباس الثاني في الأستانة لقضاء الصيف كعادته كل عام، فقد رفضت الحكومة البريطانية مساعدته في العودة إلى مصر، ونصحته بالاتجاه إلى بلد محايد وليكن إيطاليا. والواقع أن بريطانيا لم ترغب في مساعدة الخديوي في العودة إلى مصر لأنه لم يكن في توجهه السياسي بالنسبة لبريطانيا ما يشجعها على أجابة طلبه، خشيت أن يزداد مركزها حرجا في هذه الظروف خلال فترة الحرب، فقررت عزله وعينت بدلا منه السلطان حسين كامل في 19 ديسمبر 1914.
وقد عينت الحكومة البريطانية مندوبا بريطانيا ساميا وهو السير هنري مكماهون، وبدلت اسم الوكالة البريطانية بدار الحماية البريطانية، وقد طرح السيد ملن شيتهام نائب الحكومة البريطانية في القاهرة سياسة حكومة لندن في عهد مصر الجديد في ظل الحماية البريطانية من خلال بلاغ أرسله إلى البرنس حسين كامل. من تحليل مضمون هذا البلاغ يمكن تحديد التالي بالترتيب وفق ما جاء بالبلاغ:
1. أن نشوب الحرب ودخول تركيا إلى جانب دولتي الوسط، نتج عنه تغير في مركز مصر.
2. أن بريطانيا ودول الحلفاء حريصون على عدم انتهاك حقوق الدولة العثمانية. إلا أن تركيا أعلنت الحرب واجتازت الحدود المصرية، وهاجم الأسطول التركي الموانئ الروسية بقيادة ألمانية.
3. لدى حكومة لندن الادلة الكافية على أن الخديوي عباس قد انضم إلى أعداء بريطانيا منذ نشوب الحرب.
4. سقوط جميع حقوق سلطان تركيا والخديوي عباس على مصر، وآلت إلى البرنس حسين كامل الذي اعطته لقب سلطان مصر.
5. جيوش بريطانيا هي المعنية الوحيدة بمسئولية الدفاع عن مصر.
6. ضرورة تشكيل حكومة جديدة في ظل الوضعية الجديدة بعد استرداد حقوق السيادة وجميع الحقوق الأخرى.
7. أن خير وسيلة للدفاع عن مصر هو إعلان الحماية البريطانية، واعتبار مصر محمية بريطانية، ولكن سيظل حكم مصر في أسرة محمد علي.
8. أن بزوال السيادة العثمانية، تزول جميع القيود المفروضة بمقتضى الفرمانات والخاصة بعدد الجيش المصري، وحق السلطان في منح الرتب والنياشين.
9. إلغاء وزارة الخارجية المصرية، لأن دار الحماية البريطانية هي المعنية بشؤون العلاقات الدولية.
10. فيما يخص إدارة البلاد الداخلية، فإن التدرج في إشراك المحكومين في الحكم مشروط بمقدار ما تسمح به حالة الأمة من الرقي السياسي، وأن حكومة بريطانيا ترى أن تحديد مركزها في مصر سيؤدي إلى التقدم سريعا نحو الحكم الذاتي.
11. تؤكد على احترام العقائد الدينية ومذاهبها، مع التأكيد على أنه لا علاقة بين الروابط السياسية والروابط الدينية.
12. ضرورة إجراء اصلاحات لتهيئة المصريين لتسهيل مهمة قائد الجيوش البريطانية المكلف بحفظ الأمن داخل البلاد وبمنع كل عون للعدو.

هذا البلاغ يحتوي على أمور متعددة ويمكن تقسيمه إلى ثلاثة أقسام، فالقسم الأول يتناول تبريرا وتوضيحا لما طرأ على وضعية ومركز مصر. يوضح البيان أنه بسبب دخول تركيا الحرب في جانب ألمانيا، أي الجبهة المعادية لإنجلترا وحلفائها، وبسبب اجتياز القوات التركية الحدود الشرقية المصرية، والاعتداء عليها ودخول سيناء، لذا سقطت جميع حقوق تركيا في مصر.
وأيضاً بسبب الأدلة التي تؤكد انحياز الخديوي عباس إلى ألمانيا منذ نشوب الحرب، فقد سقط عنه حق حكم مصر وتم عزله، واستبداله بالبرنس حسين كامل، الذي منح لقب سلطان مصر. فقد رفضوا استخدام لقب خديوي باعتباره مسمى تركياً ويشير بشكل ما إلى الدولة العثمانية، لذا استبعدوا استخدام هذا المسمى لإزالة أي لبس أو أي شكل من أشكال الارتباط بالدولة العثمانية، وكذلك لم يخلعو عليه لقب ملك مصر، حتى لا يتساوى جلالة ملك مصر مع جلالة ملك بريطانيا العظمى. ولكن حافظت حكومة لندن على أن يكون الحكم من أمراء العائلة الخديوية طبقا للنظام الوراثي المعمول به.
أما القسم الثاني من البلاغ، فقد كان بهدف إعلان الحماية على مصر، أي أن مصر مستعمرة بريطانية، وأن القوات البريطانية لها لحق ومسئوله - وحدها - عن الدفاع عن أمن مصر. وكذلك معنى الحماية أن جميع الرعايا المصريين مشمولون بحماية حكومة ملك بريطانيا: لاشك في أن هذه العبارة الأخيرة هي من قبيل الأساليب الدبلوماسية الفارغة المضمون، وهو ما ستشهد به الأحداث حتى قيام ثورة 23 يوليو 1952.
وأيضاً بتضمين هذا القسم، أن وكيل الحكومة البريطانية هو فقط المعني بالعلاقات الخارجية، وبالتالي لا داعي لوزارة الخارجية المصرية، فهناك الوكيل المعني بتمثيل مصر دولياً.
ويشير القسم الثاني من البلاغ، على ضرورة طرح ومناقشة المعاهدات الدولية المعروفة بالامتيازات الأجنبية فيما بعد أن تضع الحرب أوزارها.
أما القسم الثالث، والقسم الذي يكمل الصورة الاستعمارية في أسوأ صورها، حيث تدعى أن بريطانيا وتقاليدها السياسية الراسخة وبالاتحاد مع حكومة مصر سوف تضمن الحرية الشخصية، وترقية التعليم، وإنماء مصادر ثروة البلاد الطبيعية، واتقدم الوعد بالتدريج - فيما بعد - في إشراك الشعب في الحكم ولكن الامر مشروط بدرجة الرقي السياسي للشعب المصري حتى يكون قادرا على إدارة الحكم وصولا إلى الاهدف وهو الحكم الذاتي. أن صياغة البيان ليس بجديد على الدول الاستعمرياة، فهي وسيلتها كمحاولة لتبرير وجودها غير الشرعي، وسيلة قد يصدقها البعض لحين، ومن أسوأ الصياغات هي الوعد بمنح مصر الحكم الذاتي، رغم رؤيتها لنمو الحركة الوطنية، وتزايد مشاعر الوطنية، والمطالبة بالاستقلال التام، لم تكن تهدف إلى الوصول إلى الحكم الذاتي تحت اشراف هيمنة بريطانية، وإنما يريدون عودة الوطن إلى أهله الأصليين.
وفي إطار البلاغ، يؤكد ملن شتيهام أن حرية واحترام العقائد والمذاهب مكفولة، مع التأكيد على أن اخلاص المسلمين المصرييين للخلافة لا علاقة له البتة بالروابط السياسية التي تربط بين مصر والأستانة.
وكذلك يطلب البلاغ من سلطان مصر حسين كامل إجراء اصلاحات داخلية من شأنها تسهيل مهمة قائد الجيوش البريطانية، ومنع كل عون للعدو، كان المقصود بالعدو الأول تركيا حيث المشاعر الدينية التي تجذب المواطنين البسطاء.
والعدو الثاني ألمانيا والنمسا، حتى لا تنجذب إليها قوى سياسية مصرية مؤيدة لألمانيا باعتبارها الدولة القوية المنتصرة التي تجتاح أوروبا، مما يسبب بلبلة في الشأن الداخلي، ويفتت الجبهة المصرية باعتبارها محمية بريطانية لابد أن تلعب دور المؤيد والمساند والمعاون لها.
أي أن الأمر تراوح ما بين التهيئة الداخلية، وما بين التهديد وهو ما يعني أن الأمر يحتاج إلى اجراءات استثنائية وفرض حالة الطوارئ والأحكام العرفية وفرض الرقابة على المطبوعات، إضافة إلى اجراءات أمنية مشددة داخل البلاد.
تلك طبائع الأمور في حالة دولة مستعمرة من قرون عديدة، وتواجه مستعمراً جديدا يطمع في فرض سيطرته على البلاد ومقدراتها، ولكن يظل البلاغ هو الصيغة الاستعمارية بادعاءاتها، التي تكرر نفسها حتى يومنا هذا.
وأهم ما يخص موضوع الدراسة، أنه سقطت حقوق الدولة العلية في مصر، ولم يعد الخط الإداري الفاصل في إطارة حوزة الدولة العثمانية، ولكنه أصبح حداً دولياً، ويتأكد ذلك من خلال مجموعة اجراءات مهمة تمت فيما بين الحرب العالمية الأولى 1914-1918، ثم في فترة الانتداب على فلسطين 1923-1948، ثم فيما بعد حرب 1948.

## الرأي العام
عندما احتلت تركيا طابا واعتبرتها أملاكاً تركية، في مطلع عام 1906، صرح السلطان العثماني عبد الحميد الثاني:
«أن شبه جزيرة سيناء تتبع الدولة العثمانية.»
واحتلت قوة تركية مدينة طابا. فاعترضت الحكومة الإنجليزية علي هذا الفرمان.
كتب مصطفى كامل في افتتاحية جريدة اللواء (22/4/1906)
| حادثة العقبة 1906 | "مصر لا ولاية لها على سيناء، وأنّ الفرمانات التى تـُعطى لمصر سلطة إدارة سيناء إجراءات مؤقتة لا تؤثر في الحق العثمانى الأصيل. | حادثة العقبة 1906 |

وفي عدد 8 مايو 1906 كتب مقالا آخر قال فيه إنّ
| حادثة العقبة 1906 | حادث طابا يجب أنْ يُنظر إليه على أنه خلاف بين دولة مُحتلة بالاغتصاب هى بريطانيا، ودولة هى صاحبة السيادة على مصر هى تركيا. | حادثة العقبة 1906 |

أما أحمد لطفي السيد فهاجم الاحتلال التركي لطابا وقال:
«سيناء أرض مصرية ومصر للمصريين فقط.»
وكتب في صحيفة الجريدة:
| حادثة العقبة 1906 | "مصر ليست جزءاً من دولة الخلافة ويجب ألا تتبع تركيا، لأنّ سيادة تركيا لا تجلب لمصر منفعة ولا تدفع عنها مضرة ولا تستطيع أنْ تـُنقذها من الاحتلال البريطانى الذى لا يمكن الخلاص منه إلاّ بالاعتماد على أنفسنا. وأنّ مصر يجب أنْ تكون للمصريين، لا للإنجليز ولا للعثمانيين." | حادثة العقبة 1906 |